# Mouton de la Leine
Le mouton de la Leine (Leineschaf) est une race ovine originaire d'Allemagne. Au début il s'agissait d'une race fermière, puis elle a été améliorée pour en faire uniquement une race bouchère. Depuis 2016, elle est de nouveau sélectionnée comme race à trois fins.

## Histoire
Ce mouton apparaît au Sud de la Basse-Saxe dans la région de la Leine, entre Göttingen et Hanovre, mais aussi en Thuringe occidentale et à Eichsfeld. Il était diffusé autrefois jusque dans la région de Hildesheim. En 1937, son effectif était de 77 000 têtes. Après la Seconde Guerre mondiale, le mouton de la Leine est amélioré en République fédérale allemande, dans les années 1965, notamment par des croisements avec le texel et le frison oriental. En revanche, il existe un petit effectif non croisé originel qui date des années 1950, lorsque l'Allemagne au titre des réparations de guerre a donné à la Pologne un troupeau de 1 500 têtes de mouton de la Leine. Certains sont alors réimportés en Allemagne après la chute du mur de Berlin et sont élevés dans la région de Zerkwitz en Basse-Lusace. 
Le livre généalogique ne recensait en Allemagne plus que six cents sujets au début des années 2000 ; c'est donc une race en danger d'extinction. Elle est inscrite comme « race menacée de l'année » en 2013 par la Gesellschaft zur Erhaltung alter und gefährdeter Haustierrassen (GEH). Depuis 2016, les deux types de moutons de la Leine (originel et croisé) sont à nouveau sélectionnés ensemble, pour en faire une race fermière à la fois bouchère et élevée pour sa laine et son lait. Il existe en 2016 désormais près de 3 500 sujets (dont 136 reproducteurs inscrits au herd-book), répartis presque à égalité dans les deux types.

## Description

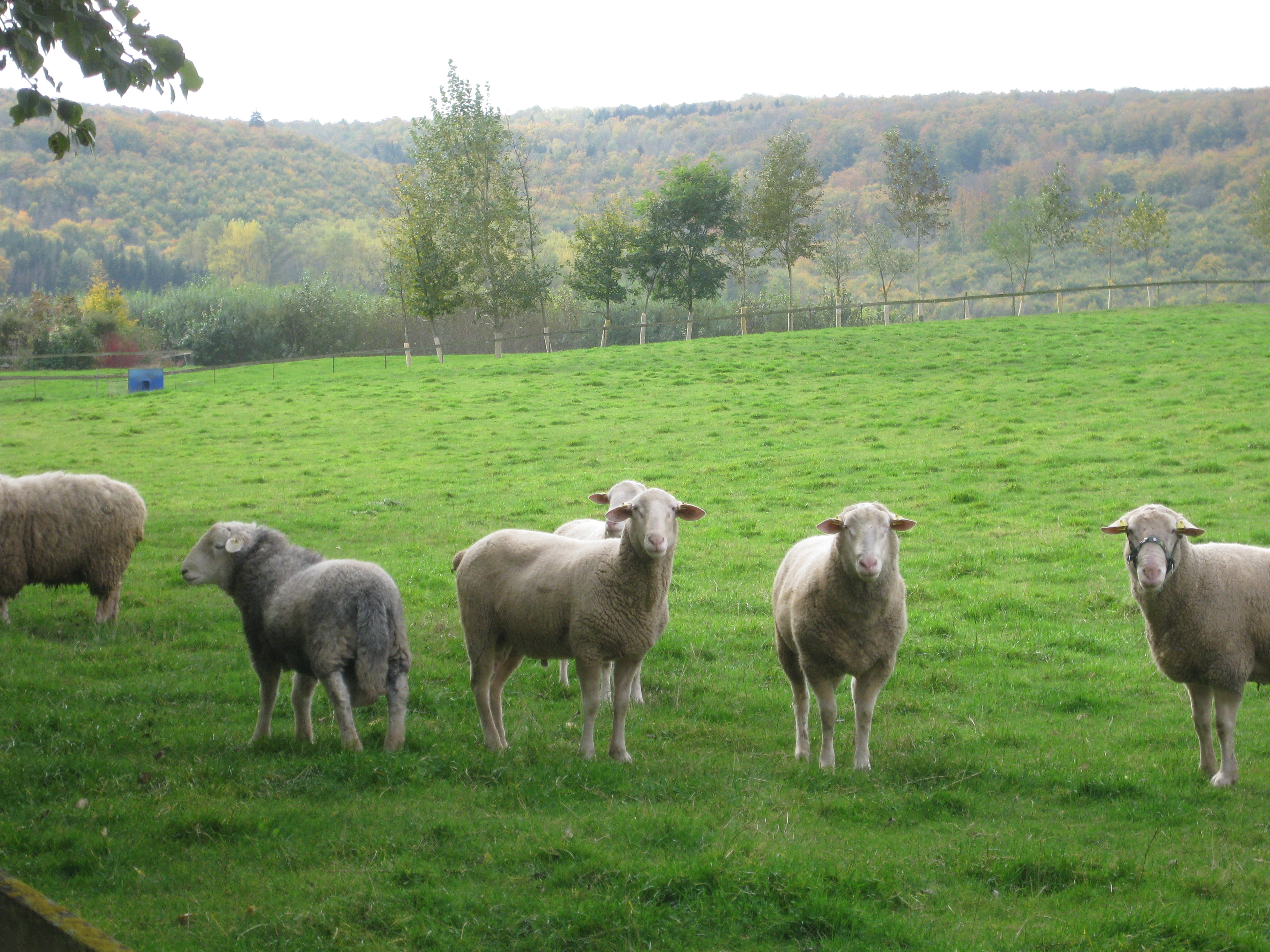
Moutons de la Leine.

Le bélier pèse entre 80 et 100 kg (parfois 120 kg), la brebis entre 60 et 75 kg. C'est un mouton sans cornes à robe blanche, solide et rustique qui s'adapte bien aux conditions difficiles. Il a la queue courte. Son mufle est légèrement busqué, la tête longue et étroite, surtout chez la femelle, et plus courte chez le mâle. La tête non pîgmentée est sans laine jusqu'aux oreilles, celles-ci sont moyennes et très légèrement pendantes. Les femelles sont plutôt prolifiques et font montre de bonnes qualités maternelles.